# Esconavette
L'Esconavette est un petit cours d'eau affluent de la Drôme localisés en rive gauche à la hauteur de la confluence Drôme-Bez. Ce ruisseau traverse la commune de Montmaur-en-Diois d'Ouest en Est.

## Données
Pente du lit : 2,1 %.
Largeur à plein bord du lit : 5 mètres.

## Géographie
De 6 kilomètres de longueur, l'Esconavette naît dans les falaises de Solaure puis s'écoule vers l'Est pour confluer au niveau du hameau du Seillon.

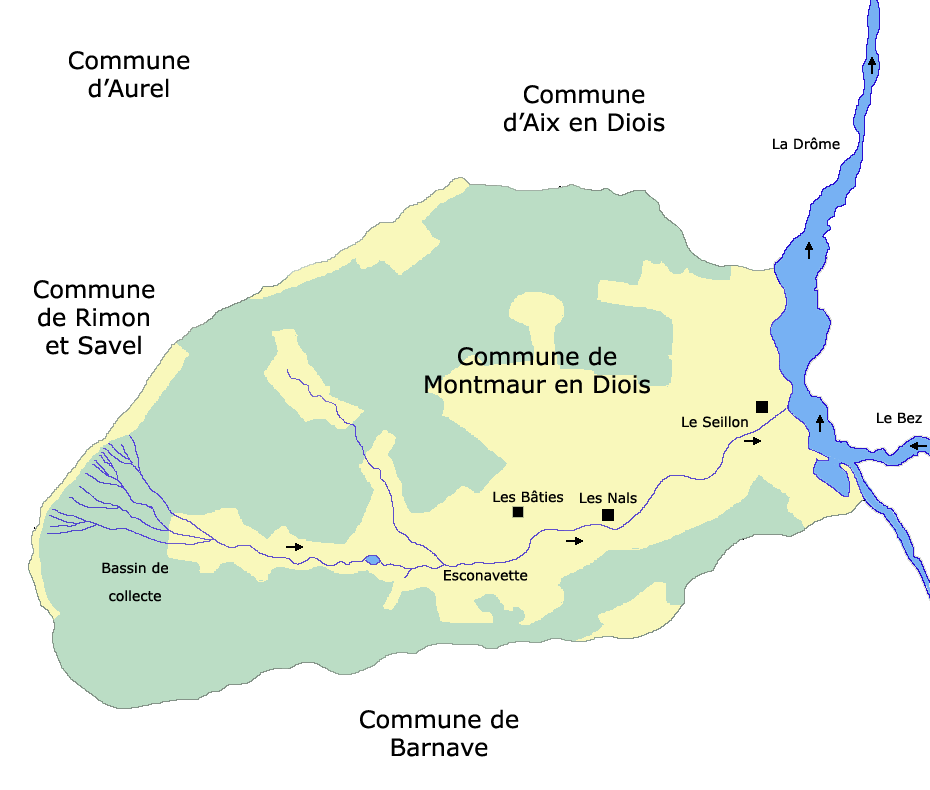
Parcours de l'Esconavette sur la commune de Montmaur-en-Diois.

## Départements et communes traversées
- Drôme : Montmaur-en-Diois.